# Guy Tachard
Guy Tachard (1651-1712), znany także jako Père Tachard – francuski misjonarz, matematyk, dyplomata i jezuita. Urodzony w Marthon, niedaleko Angoulême. Dwukrotnie wysłany do Syjamu przez Ludwika XIV.

## Życiorys
Guy Tachard 20 września 1668 roku wstąpił do nowicjatu jezuitów w Bordeaux. Następnie 15 sierpnia 1684 złożył swoje cztery śluby wieczyste w kościele kolegiów jezuickich.

## Pierwsza podróż do Syjamu (1685)
Guy Tachard należał do grona francuskich jezuitów działających pod Francuską Akademią Nauk w ramach misji przydzielonej przez Ludwika XIV. Jego towarzyszami byli tak zwani Matematycy Królewscy: Jean de Fontaney, Louis Le Comte, Claude de Visdelou, Jean-François Gerbillon i Joachim Bouvet. Wysłano ich do Chin, ale gdy dotarli do Syjamu, Tachard postanowił tam zostać. Za namową Króla Syjamu Narai’a, który odesłał jezuitę do Francji jako swojego ambasadora, Tachard nakłonił Ludwika XIV do wspólnego sojuszu.

## Druga podróż do Syjamu (1687)
W 1687 roku Tachard ponownie został wysłany do Syjamu z powodu utworzenia drugiej ambasady Królestwa Syjamu tym razem zorganizowanej przez Colberta. Poza zatwierdzeniem traktatu handlowego z 1685 r. misja niewiele osiągnęła.
W tym samym roku Tachard przybył do świątyni pałacu Phra Si Sanphet, gdzie zachwycił się bogactwem budowli.
W 1688 Tachard został mianowany legatem syjamskim, tym razem wysłano go do Europy razem z Ok-khun Chamnan’em. Przedstawiciele jego ambasady odwiedzili Watykan, spotkali się z papieżem Innocentym XI i dostarczyli list Króla Syjamu Narai’a.

## Inne podróże
Po wybuchu rewolucji i śmierci króla Narai’a, Tachard w 1690 roku próbował wrócić do Syjamu. Niestety musiał zatrzymać się w Puducherry i powrócił do Francji bez uzyskania pozwolenia na wjazd do kraju.
Tachard przez następne lata podróżował kilka razy do Indii. W jednym z jego listów porusza temat piątej podróży do Puducherry w 1703 roku. W Puducherry był jednym z duchownych, którzy uczyli dzieci czytać i pisać, rodziców natomiast zapoznawał z językiem łacińskim, filozofią i teologią.
W 1711 roku dopłynął do Bengalu podróżując okrętem z Puducherry, w drodze odwiedził miasto Madras i przepłynął obok ujścia rzeki Ganges.

## Twórczość
- Tachard, Guy (1688) A Relation of the Voyage to Siam

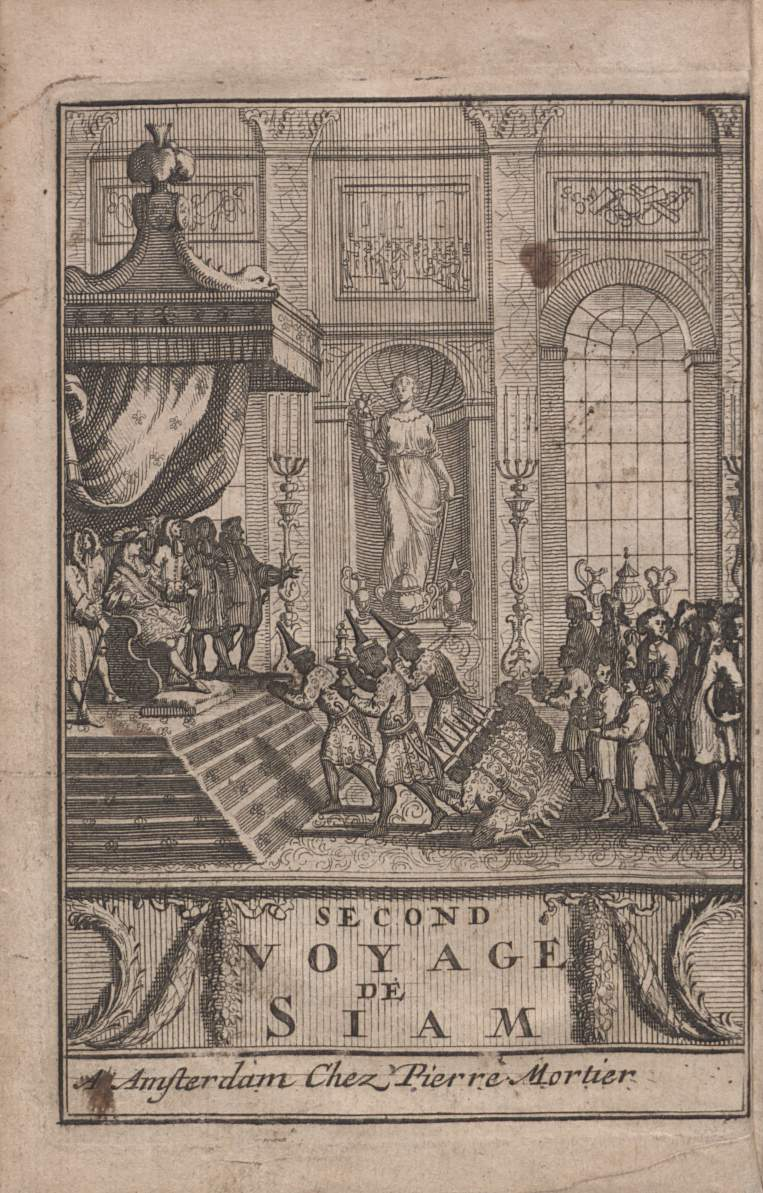
Second voyage du pere Tachard et des Jesuites envoyes par le roy, 1689

- Tachard, Guy (1689) Second VoyageSecond voyage du pere Tachard et des Jesuites envoyes par le roy, 1689